# Gynoplistia pygmaea
Gynoplistia pygmaea là một loài ruồi trong họ Limoniidae. Chúng phân bố ở miền Australasia.